# 臨時国会召集訴訟
臨時国会召集訴訟（りんじこっかいしょうしゅうそしょう）は臨時国会召集に関する訴訟。

## 概要
2017年6月22日に野党議員らが日本国憲法第53条に基づき第3次安倍第2次改造内閣に対して臨時国会の召集を要求したのに対して、第3次安倍第3次改造内閣が90日後の2017年9月28日に第194回国会を召集した。
小西洋之参議院議員は、臨時国会の召集を要求する権利や臨時国会で質問する権利が侵害されたことへの国家賠償と、内閣が20日以内に召集する義務を負うことの確認を求める訴訟を東京地裁で起こした。また小西を含めた野党議員6人が、東京地裁だけでなく岡山地裁や那覇地裁でも臨時国会の早期召集に関する訴訟を提起することとなった。なお、憲法第53条には衆参いずれかの総議員4分の1の議員が要求をすれば内閣は臨時国会の召集を決定しなくてはならないと規定しているが、要求から召集までの期間は明示されていない。
2021年3月24日に東京地裁は「国家賠償について原告が主張する権利は、国会議員として付与された職務上の権限で公益を図ることが目的であり、裁判で救済される個人の権利ではない」「内閣が20日以内に召集する義務については国会議員と内閣はともに国の機関であるとし、機関同士の争いは法律に定めのない限り提起できない」として請求を棄却した。内閣に憲法第53条による法的義務があるかについては判断を示さなかった。なお、岡山地裁や那覇地裁では請求を棄却しつつ、臨時国会召集は「憲法上の法的義務」とした。原告は控訴した。
2022年2月21日に東京高裁は一審判決を追認して「個人の権利や利益の保護救済が目的ではなく審判の対象ではない」等として控訴を棄却した。原告は上告した。
最高裁では、小西による東京地裁案件だけでなく岡山地裁案件及び那覇地裁案件も含めて審理され、2023年9月12日に「召集を要求した議員かそうでない議員かで召集後の国会活動の権限に差異はない。内閣に臨時国会召集決定の義務を負わせたもので、日本国憲法第53条は個々の国会議員の権利を保障したものではなく、召集の遅れを理由に国家賠償法に基づく賠償請求はできない。」「内閣が要求から20日以内に召集する義務を負うことの確認については解決可能な法律上の争いに当たる」として国会議員に訴訟で争う資格を認めたものの、「将来に関する訴えで不利益が生じる現実の危険があるとは言えない」として棄却され、原告敗訴の判決が確定した。4対1による多数意見による判決であり、宇賀克也裁判官は「議員活動ができないことは極めて重大な不利益。天災等の特段の事情がなければ、内閣は20日以内に召集する義務があり、それに反する遅延は賠償命令が相当。」とした上で特段の事情の有無を審理させるために高裁に差し戻す反対意見を述べた。小西はこれらの判決に対し、「将来、臨時国会召集を要求しても20日以内に召集されない場合、こうした訴訟に訴える道が開かれた」と述べ、一定の評価を示した。